# Società Sportiva Lazio 2008-2009
Questa voce raccoglie le informazioni riguardanti la Società Sportiva Lazio nelle competizioni ufficiali della stagione 2008-2009.

## Stagione

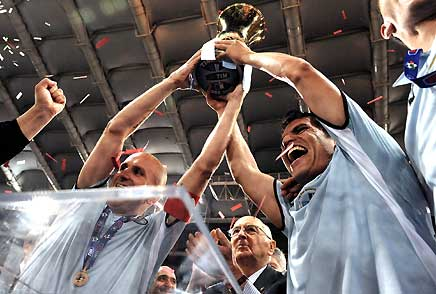
La consegna della Coppa Italia da parte del Presidente della Repubblica Giorgio Napolitano.

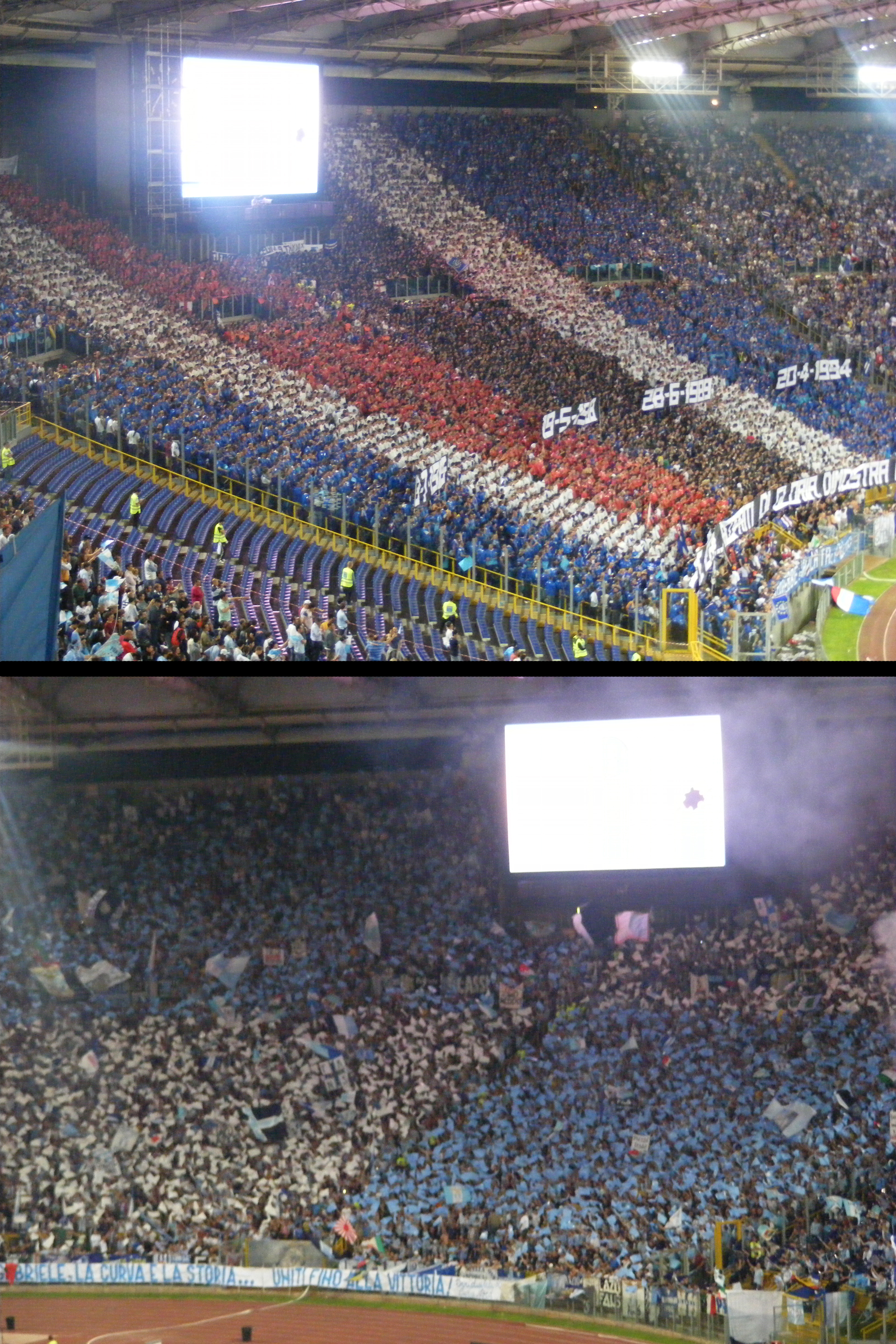
Le due curve dell'Olimpico colorate dai tifosi doriani e laziali durante la finale.

Il 13 maggio 2009, allo Stadio Olimpico di Roma, la squadra vinse la finale di Coppa Italia battendo la Sampdoria per 7-6 dopo i calci di rigore; i tempi supplementari si erano conclusisi sull'1-1.
La Lazio ha esordito in Coppa Italia nei trentaduesimi di finale, non essendo riuscita a raggiungere l'ottavo posto nella stagione 2007-2008.
La prima squadra sul cammino dei biancocelesti è stata il Benevento, militante in Lega Pro Prima Divisione e sconfitta all'Olimpico per 5-1.
Da testa di serie, nei sedicesimi di finale, la Lazio ha incontrato in una gara unica sul proprio terreno l'Atalanta, sconfiggendola per 2-0, grazie alle le reti di Cristian Ledesma e Goran Pandev.
Negli ottavi di finale l'avversaria è stata il Milan, già sorteggiato sul cammino della Lazio; dopo un gol di Andrij Ševčenko nel finale di gara, è arrivato il pareggio all'87' su rigore di Mauro Zárate, e ai supplementari il definitivo raddoppio di Pandev.
Avendo battuto il Milan come testa di serie dagli ottavi, la Lazio ha potuto giocare la partita contro il Torino in casa, e vincendola 3-1 grazie ai gol di Pandev, Mauri e capitan Rocchi che hanno risposto all'iniziale rete di Cesare Natali.
Approdata in semifinale, la Lazio ha dovuto affrontare in gara doppia la Juventus secondo la nuova formula.
Entrambe le partite sono terminate per 2-1 in favore delle Aquile con le reti decisive di Pandev, Rocchi, Zárate e Aleksandar Kolarov.
In finale la Lazio ha incontrato la Sampdoria, davanti a 68.000 spettatori circa: la gara, dopo 120', era sull'1-1 con reti di Zarate e Pazzini, quindi ai tiri di rigore ha avuto meglio la Lazio per 6-5.
Il capitano della squadra Tommaso Rocchi, insieme al capitano della partita in specifico, Cristian Ledesma, sono stati premiati dal presidente della Repubblica Italiana Giorgio Napolitano.
Molti giocatori biancocelesti hanno dedicato la Coppa a Gabriele Sandri, il tifoso ucciso nel novembre 2007.
Il presidente Claudio Lotito ha descritto la vittoria, suo primo trofeo nell'avventura laziale, come il primo tassello di un valoroso progetto.
In campionato, la stagione non fu positiva. Dopo essere stata capolista alla sesta giornata, i biancocelesti scesero al settimo posto. Dopo una piccola ripresa dove vinsero tre partite di fila contro Chievo, Catania e Siena, i capitolini fece 2 punti in 5 partite. Alla fine del girone d'andata, la Lazio fu a quattro punti dal quarto posto ma nel girone di ritorno vinse solo 6 volte (tra cui il derby di ritorno per 4-2) e si classificò ad un anonimo 10º posto. In 38 partite, la Lazio ha perso quasi la metà delle partite giocate (18) che costituirà il record di sconfitte in un campionato di 20 squadre.

## Divise e sponsor

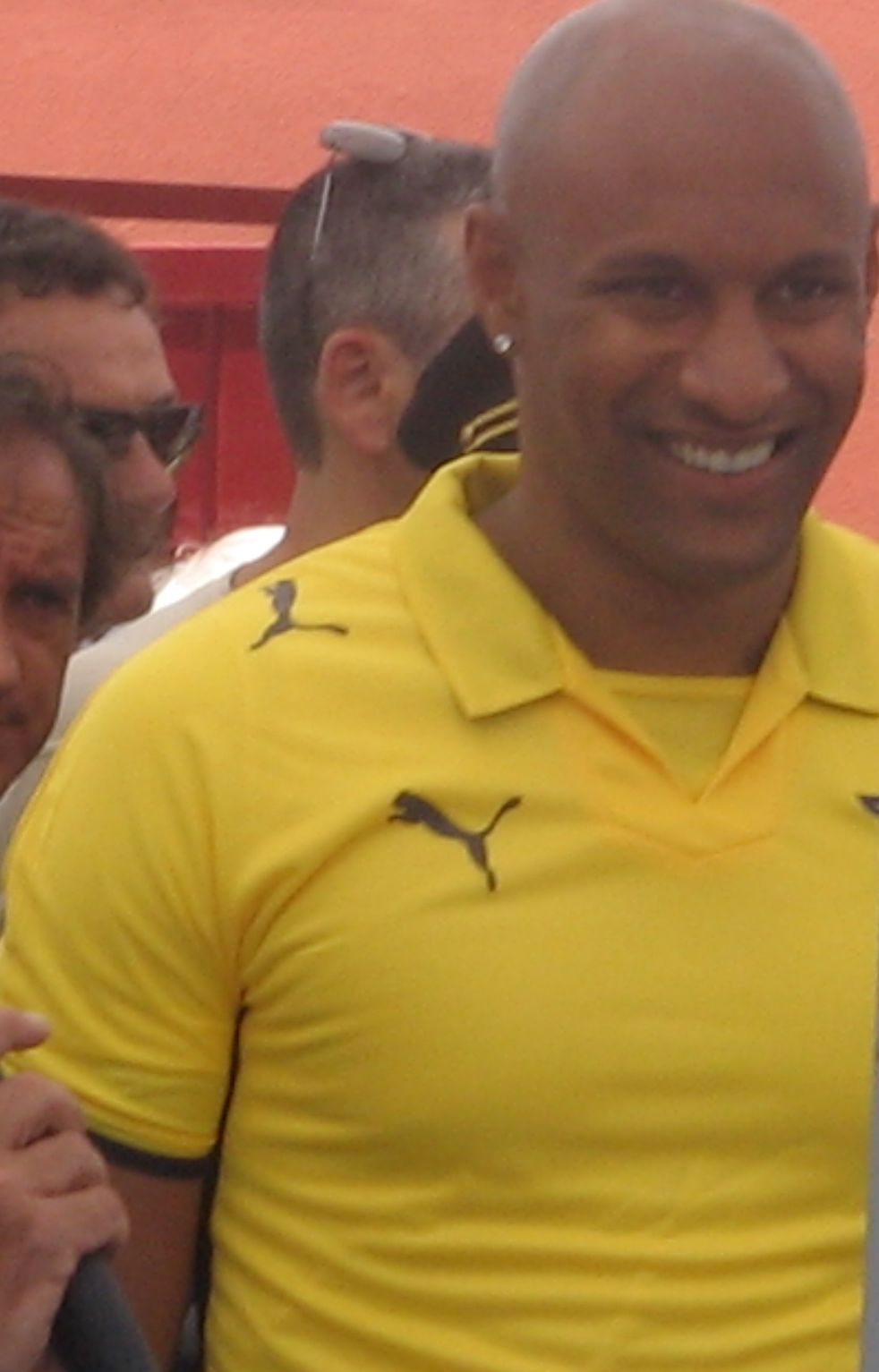
Ousmane Dabo alla presentazione delle nuove maglie presso il Lazio Style 1900 di Valmontone.

- La divisa casalinga presenta una maglia di colore celeste con bordi manica neri e fianchi bianchi.

I calzoncini sono bianchi con un motivo celeste da gamba a gamba ad arco.
I calzettoni sono celesti con una banda superiore e due piccole laterali bianche, con stemma della società e sponsor tecnico sulla parte centrale.
Il numero e il nome sulla maglia sono bianchi mentre il numero sui calzoncini posto sulla gamba sinistra è di colore nero.
- La divisa da trasferta presenta maglia gialla con bordi manica neri che si prolungano sotto il braccio fino ai fianchi.

I calzoncini sono neri.
I calzettoni sono a righe gialle e nere.
Il numero e il nome sulla maglia sono di colore nero così come il numero sui calzoncini sempre posto sulla gamba sinistra.
- La terza divisa presenta maglia nera con bordi manica e girocolli celesti, oltre a un motivo bianco sulla spalla destra e un altro celeste sotto le ascelle.

I calzoncini sono neri.
I calzettoni sono neri con una banda superiore e due piccole laterali bianche, con gli stemmi come per la prima divisa.
Il numero e il nome sulla maglia sono di colore bianco così come il numero sui calzoncini sempre posto sulla gamba sinistra.
Lo sponsor tecnico per la stagione 2008-2009 è Puma, mentre è attualmente assente lo sponsor ufficiale.
Per l'incontro di campionato del 6 dicembre contro l'Inter è invece stato stipulato un accordo di sponsorizzazione con la Digital Bros per lanciare il videogioco Pro Evolution Soccer 2009. In occasione di Lazio-Roma 4-2 dell'11 aprile 2009 lo sponsor è stato Groupama, mentre nelle partite casalinghe contro Udinese e Reggina sulle maglie biancocelesti è stato presente lo sponsor Cucciolone Algida sotto lo slogan “Lazio & Cucciolone. Insieme per l’Abruzzo”.
| Casa | Trasferta | Terza divisa | Portiere |

## Organigramma societario
Area direttiva
Consiglio di gestione
- Presidente: Claudio Lotito
- Consigliere: Marco Moschini

Consiglio di sorveglianza
- Presidente: Corrado Caruso
- Vicepresidente: Alberto Incollingo
- Consiglieri: Fabio Bassan, Vincenzo Sanguigni, Massimo Silvano

Area organizzativa
- Segretario Generale: Pantaleo Longo
- Team Manager: Maurizio Manzini
- Direzione Amm.va e Controllo di Gestione / Investor Relator: Marco Cavaliere
- Direzione Legale e Contenziosi: Francesca Miele
- Direzione Organizzativa Centro Sportivo di Formello, Uffici, Country Club, Stadio: Giovanni Russo
- Delegato Sicurezza Stadio/R.S.P.P.: Sergio Pinata
- Responsabile Biglietteria: Angelo Cragnotti
- Direzione Settore Giovanile: Giulio Coletta

Area marketing
- Coordinatore Marketing, Sponsorizzazioni ed Eventi: Marco Canigiani
- Area Marketing: Massimiliano Burali d'Arezzo, Laura Silvia Zaccheo
- Area Licensing e Retail: Valerio D'Attilia

Area comunicazione
- Responsabile Comunicazione/Stampa: Stefano De Martino

Area tecnica
- Coordinatore area tecnica: Igli Tare
- Allenatore: Delio Rossi
- Allenatore in seconda: Angelo Crialesi
- Collaboratore tecnico: Fedele Limone
- Preparatori atletici: Valter Vio, Adriano Bianchini
- Preparatore dei portieri: Adalberto Grigioni

Area sanitaria
- Direttore sanitario: dott. Ivo Pulcini
- Coordinatore sanitario e medico sociale: dott. Roberto Bianchini
- Medico sociale: dott. Stefano Salvatori
- Fisioterapisti: Giulio Fermanelli, Federico Genovesi, Massimo Romano Papola, Claudio Patti, Carlo Zazza
- Osteopata: dott. Giuseppe Ruggero
- Consulente ortopedico: dott. Stefano Lovati
- Consulente nutrizionista: prof. Roberto Verna

## Rosa
| N. |                               | Ruolo | Calciatore                |
| -- | ----------------------------- | ----- | ------------------------- |
| 1  | Argentina (bandiera)          | P     | Juan Pablo Carrizo        |
| 2  | Svizzera (bandiera)           | D     | Stephan Lichtsteiner      |
| 3  | Serbia (bandiera)             | D     | Aleksandar Kolarov        |
| 4  | Italia (bandiera)             | C     | Fabio Firmani             |
| 5  | Italia (bandiera)             | C     | Cristian Brocchi          |
| 6  | Francia (bandiera)            | C     | Ousmane Dabo              |
| 7  | Italia (bandiera)             | D     | Manuel Belleri            |
| 8  | Brasile (bandiera)            | C     | Matuzalém                 |
| 10 | Argentina (bandiera)          | A     | Mauro Zárate              |
| 11 | Italia (bandiera)             | C     | Stefano Mauri             |
| 13 | Italia (bandiera)             | D     | Sebastiano Siviglia       |
| 14 | Italia (bandiera)             | P     | Tommaso Berni             |
| 16 | Italia (bandiera)             | D     | Alessandro Tuia           |
| 17 | Italia (bandiera)             | C     | Pasquale Foggia           |
| 18 | Italia (bandiera)             | A     | Tommaso Rocchi (capitano) |
| 19 | Macedonia del Nord (bandiera) | A     | Goran Pandev              |
| 20 | Rep. Ceca (bandiera)          | A     | Libor Kozák               |
| 21 | Italia (bandiera)             | A     | Simone Inzaghi            |

| N. |                           | Ruolo | Calciatore                       |
| -- | ------------------------- | ----- | -------------------------------- |
| 22 | Rep. Ceca (bandiera)      | D     | David Rozehnal                   |
| 23 | Francia (bandiera)        | C     | Mourad Meghni                    |
| 24 | Argentina (bandiera)      | C     | Cristian Ledesma (vice capitano) |
| 25 | Brasile (bandiera)        | D     | Emílson Sánchez Cribari          |
| 26 | Nigeria (bandiera)        | A     | Stephen Makinwa                  |
| 29 | Italia (bandiera)         | D     | Lorenzo De Silvestri             |
| 32 | Romania (bandiera)        | D     | Ștefan Radu                      |
| 49 | Italia (bandiera)         | C     | Antonio Cinelli                  |
| 68 | Costa d'Avorio (bandiera) | C     | Christian Manfredini             |
| 80 | Italia (bandiera)         | C     | Massimo Mutarelli                |
| 81 | Italia (bandiera)         | A     | Simone Del Nero                  |
| 86 | Uruguay (bandiera)        | P     | Fernando Muslera                 |
| 87 | Francia (bandiera)        | D     | Modibo Diakité                   |
| 89 | Francia (bandiera)        | P     | Vincent Degré                    |
| 90 | Italia (bandiera)         | A     | Ettore Mendicino                 |
| 91 | Italia (bandiera)         | D     | Davide Faraoni                   |
| 99 | Italia (bandiera)         | C     | Riccardo Perpetuini              |

## Calciomercato

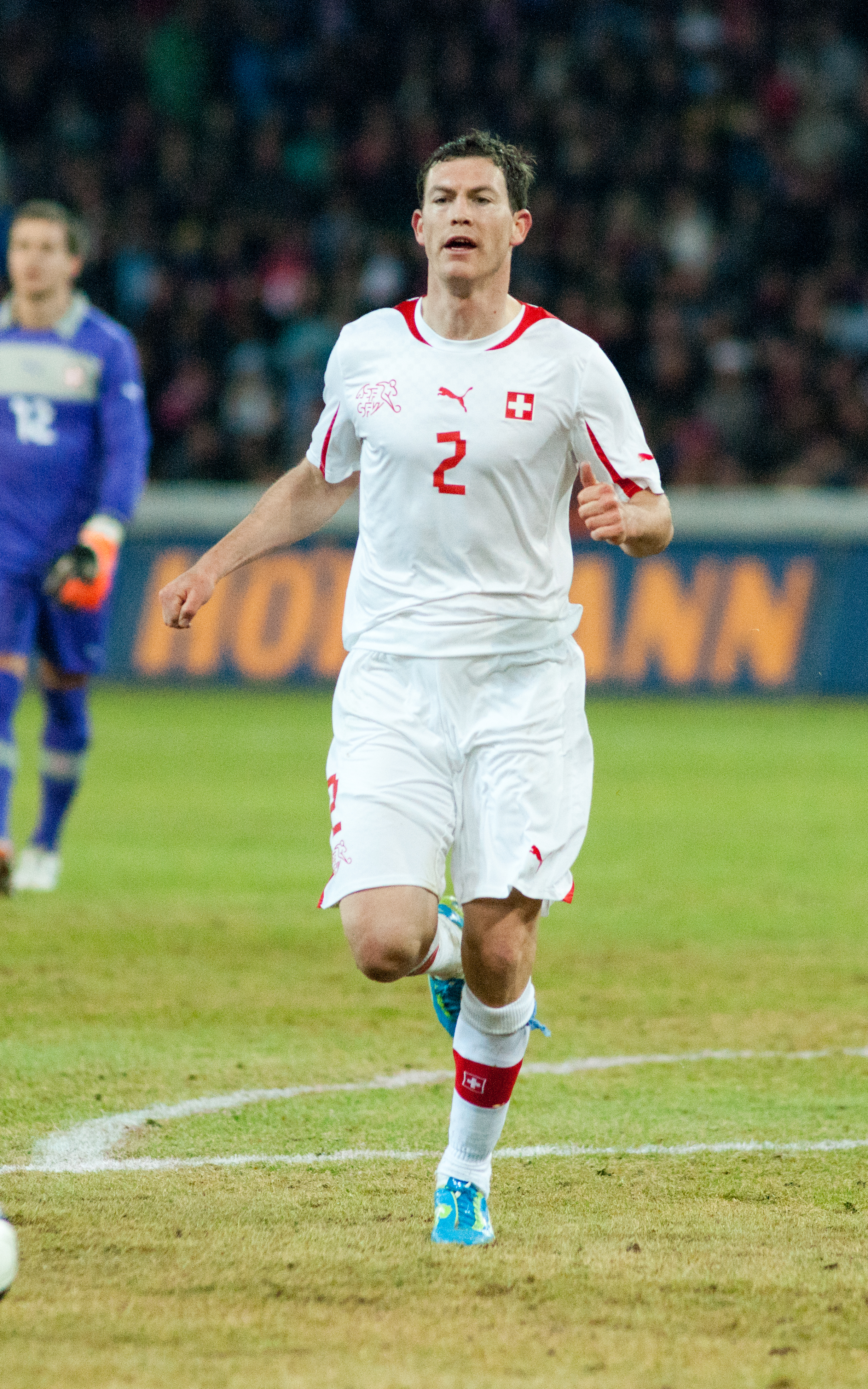
Il terzino svizzero Stephan Lichtsteiner, una delle sorprese della stagione.

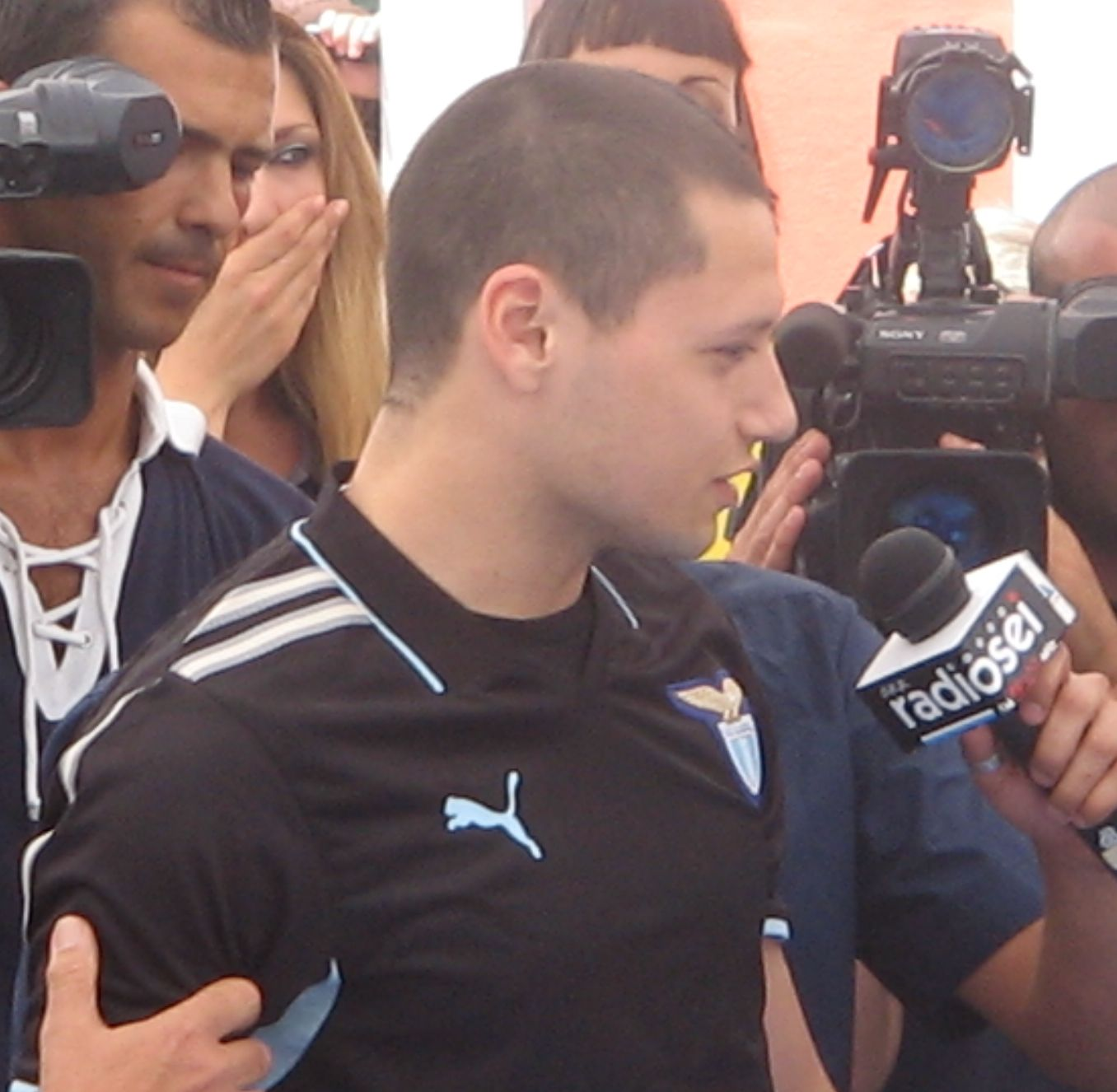
Il numero 10 argentino Mauro Zárate, acquistato dall'Al-Sadd.

Dopo il ritiro di Angelo Peruzzi e il trasferimento di Matteo Sereni al Torino nel 2007, la porta biancoceleste è stata affidata per la stagione 2007-2008 al giovane uruguagio Fernando Muslera e all'ormai quarantaquattrenne Marco Ballotta. Per la nuova stagione la formazione romana può contare finalmente su Juan Pablo Carrizo, portiere neopromosso titolare della Nazionale argentina, acquistato dal presidente Claudio Lotito per circa 7,5 milioni di euro già nell'annata precedente, quando fu costretto a rimanere in prestito al River Plate a causa del mancato passaporto italiano.
Per quanto riguarda la difesa è stato ingaggiato dal Lilla per circa 900.000 euro il terzino svizzero Stephan Lichtsteiner.
Sono rientrati dai prestiti Stendardo, che non è stato riscattato dalla Juventus, e Belleri dall'Atalanta.
Sono stati definitivamente riscattati il ceco David Rozehnal, per euro 3,6 milioni e il rumeno Ștefan Radu, per euro 4,5 milioni, in rosa già da gennaio 2008. Anche la compartecipazione del centrocampista Mourad Meghni è stata risolta versando una cifra di euro 1,7 milioni.
A centrocampo sono stati acquistati Cristian Brocchi dal Milan e il brasiliano Matuzalém prelevato dal Real Zaragoza a titolo di prestito con diritto di riscatto fissato a euro 8 milioni.
In attacco sono rientrati dai prestiti Pasquale Foggia dal Cagliari, Simone Inzaghi dall'Atalanta e Stephen Makinwa dalla Reggina.
Sono stati presi due giovani attaccanti: il ceco Libor Kozák, acquistato dall'Opava, e l'argentino Mauro Zárate, di proprietà dei qatarioti dell'Al-Sadd, che è stato preso in prestito con diritto d'opzione.
La dirigenza ha anche deciso di mettere fuori rosa, e non convocare per il ritiro estivo, dieci giocatori non più rientranti nei piani di Delio Rossi: Ivan Artipoli, Roberto Baronio, Tommaso Berni, Lucas Correa, Simone Inzaghi, Massimo Mutarelli, Alberto Quadri, Simone Santarelli, Guglielmo Stendardo e il capitano Luciano Zauri.
Stendardo, dopo il mancato accordo tra Lazio e Juventus, è stato ceduto in prestito al neopromosso Lecce.
Luciano Zauri viene trasferito in prestito alla Fiorentina per 400.000 euro con diritto di riscatto prestabilito a 3.000.000 di euro per l'anno successivo.
Artipoli è stato ceduto in prestito al Modena, mentre Baronio si è trasferito in Serie B, al Brescia.
Valon Behrami, al contrario di quanto dichiarato, non si è avvalso dell'articolo 17 della FIFA. L'articolo 17 permette ai calciatori di rescindere il contratto attraverso il pagamento di una penale, ed è stato venduto per 5 milioni di sterline al West Ham United.
Rolando Bianchi, contrariamente alle aspettative che si erano creata fin dal suo arrivo nella Capitale, non è stato riscattato ed è tornato al Manchester City che lo ha poi venduto al Torino.
Mutarelli invece, dopo una battaglia legale con la società biancoceleste, ha ottenuto la rescissione del contratto e durante la sessione invernale del mercato si è trasferito al Bologna.
Igli Tare non rinnova il contratto che lo lega al club romano come calciatore e viene chiamato da Lotito a ricoprire un ruolo in dirigenza, dopo l'addio del direttore sportivo Walter Sabatini, in veste di coordinatore dell'area tecnica, affiancato dal consulente Guglielmo Acri per il mercato in uscita, e di lì a qualche mese, il 20 aprile 2009, l'ex attaccante albanese conferisce il diploma di direttore sportivo dopo aver superato a pieni voti gli esami a Coverciano.
Ballotta ha invece lasciato il calcio professionistico per provare l'esperienza in quello dilettantistico con il Calcara Samoggia.

### Sessione estiva (dal 1/7 al 1/9)
| Acquisti | Acquisti             | Acquisti        | Acquisti                                      |
| R.       | Nome                 | da              | Modalità                                      |
| -------- | -------------------- | --------------- | --------------------------------------------- |
| P        | Juan Pablo Carrizo   | River Plate     | fine prestito                                 |
| P        | Simone Santarelli    | Gallipoli       | fine prestito                                 |
| P        | Massimo Zallocco     | Lecco           | fine prestito                                 |
| D        | Ivan Artipoli        | Sampdoria       | rinnovo compartecipazione                     |
| D        | Manuel Belleri       | Atalanta        | fine prestito                                 |
| D        | Stephan Lichtsteiner | Lilla           | definitivo (0,9 milioni €)                    |
| D        | Ștefan Radu          | Dinamo Bucarest | riscatto cartellino (4,5 milioni €)           |
| D        | David Rozehnal       | Newcastle Utd   | riscatto cartellino (3,6 milioni €)           |
| D        | Simone Sannibale     | Scafatese       | fine prestito                                 |
| D        | Guglielmo Stendardo  | Juventus        | fine prestito                                 |
| D        | Fabio Zaccardi       | Paganese        | fine prestito                                 |
| C        | Cristian Brocchi     | Milan           | definitivo                                    |
| C        | Lucas Correa         | Gallipoli       | fine prestito                                 |
| C        | Pasquale Foggia      | Cagliari        | fine prestito                                 |
| C        | Daniele Greco        | Sassuolo        | fine prestito                                 |
| C        | Mourad Meghni        | Bologna         | risoluzione compartecipazione (1,7 milioni €) |
| C        | Matuzalém            | Real Saragozza  | prestito                                      |
| C        | Alberto Quadri       | Perugia         | fine prestito                                 |
| A        | Simone Inzaghi       | Atalanta        | fine prestito                                 |
| A        | Libor Kozák          | Opava           | definitivo (1,2 milioni €)                    |
| A        | Mauro Zárate         | Al-Sadd         | prestito                                      |

| Cessioni | Cessioni            | Cessioni         | Cessioni                   |
| R.       | Nome                | da               | Modalità                   |
| -------- | ------------------- | ---------------- | -------------------------- |
| P        | Marco Ballotta      | Calcara Samoggia | definitivo                 |
| P        | Simone Santarelli   | Sangiorgese      | prestito                   |
| P        | Massimo Zallocco    | Cagliese         | definitivo                 |
| D        | Ivan Artipoli       | Modena           | prestito                   |
| D        | Simone Sannibale    | Isola Liri       | prestito                   |
| D        | Guglielmo Stendardo | Lecce            | prestito                   |
| D        | Fabio Zaccardi      | Celano           | prestito                   |
| D        | Luciano Zauri       | Fiorentina       | prestito                   |
| C        | Roberto Baronio     | Brescia          | prestito                   |
| C        | Valon Behrami       | West Ham Utd     | definitivo (6,5 milioni €) |
| C        | Lucas Correa        | Pro Patria       | prestito                   |
| C        | Alessandro Corvesi  | Prato            | compartecipazione          |
| C        | Daniele Greco       | Sorrento         | compartecipazione          |
| C        | Gaby Mudingayi      | Bologna          | definitivo (7 milioni €)   |
| C        | Alberto Quadri      | Monza            | prestito                   |
| A        | Rolando Bianchi     | Manchester City  | fine prestito              |
| A        | Fabio Casini        | Prato            | prestito                   |
| A        | Igli Tare           | -                | fine carriera              |
| A        | Fabio Vignaroli     | Panthrakikos     | svincolato                 |

### Trasferimenti tra le due sessioni di mercato
| Acquisti | Acquisti | Acquisti | Acquisti |
| R.       | Nome     | da       | Modalità |
| -------- | -------- | -------- | -------- |

| Cessioni | Cessioni          | Cessioni | Cessioni    |
| R.       | Nome              | a        | Modalità    |
| -------- | ----------------- | -------- | ----------- |
| C        | Massimo Mutarelli | -        | rescissione |

### Sessione invernale(dal 7/1 al 2/2)
Nel mercato invernale i movimenti sono stati pochi e tutti sul fronte delle cessioni in prestito.
Makinwa, che nel girone di andata non ha trovato spazio, anche a causa di alcuni problemi fisici, è stato ceduto al ChievoVerona con la formula del prestito con diritto di riscatto.
Belleri ha raggiunto Mutarelli al Bologna, mentre Berni è stato prestato alla Salernitana.
| Acquisti | Acquisti | Acquisti | Acquisti |
| R.       | Nome     | da       | Modalità |
| -------- | -------- | -------- | -------- |

| Cessioni | Cessioni        | Cessioni    | Cessioni |
| R.       | Nome            | a           | Modalità |
| -------- | --------------- | ----------- | -------- |
| P        | Tommaso Berni   | Salernitana | prestito |
| D        | Manuel Belleri  | Bologna     | prestito |
| A        | Fabio Casini    | Colligiana  | prestito |
| A        | Stephen Makinwa | Chievo      | prestito |

### Trasferimenti successivi alla sessione invernale
| Acquisti | Acquisti | Acquisti | Acquisti |
| R.       | Nome     | da       | Modalità |
| -------- | -------- | -------- | -------- |

| Cessioni | Cessioni      | Cessioni | Cessioni |
| R.       | Nome          | a        | Modalità |
| -------- | ------------- | -------- | -------- |
| C        | Fabio Firmani | Al-Wasl  | prestito |

## Risultati

### Serie A

#### Girone di andata
| Arbitro: | Bergonzi (Genova) |

|              |           |                                              |
| Larrivey 31’ | Marcatori | 62’ (rig.), 71’ Zárate 75’ Foggia 84’ Pandev |

| Arbitro: | Brighi (Cesena) |

|                      |           |  |
| Zárate 7’ Pandev 72’ | Marcatori |  |

| Arbitro: | Rizzoli (Bologna) |

|                                            |           |            |
| Seedorf 8’ Zambrotta 35’ Pato 49’ Kaká 60’ | Marcatori | 26’ Zárate |

| Arbitro: | De Marco (Chiavari) |

|                                   |           |  |
| Mauri 51’ Pandev 55’ Siviglia 59’ | Marcatori |  |

| Arbitro: | Gava (Conegliano) |

|               |           |                                   |
| Amoruso 90+2’ | Marcatori | 30’ Pandev 63’, 83’ (rig.) Zárate |

| Arbitro: | Pierpaoli (Firenze) |

|                |           |                |
| S. Inzaghi 89’ | Marcatori | 26’ Tiribocchi |

| Arbitro: | Tagliavento (Terni) |

|                           |           |            |
| Volpi 5’ Di Vaio 12’, 26’ | Marcatori | 51’ Rocchi |

| Arbitro: | Banti (Livorno) |

|  |           |                     |
|  | Marcatori | 61’ (aut.) Siviglia |

| Arbitro: | Bergonzi (Genova) |

|                |           |                                 |
| Pellissier 11’ | Marcatori | 15’ Pandev 82’ (aut.) Mantovani |

| Arbitro: | Gava (Conegliano) |

|            |           |  |
| Foggia 85’ | Marcatori |  |

| Arbitro: | Brighi (Cesena) |

|                              |           |  |
| Zárate 58’ Rocchi 86’, 90+3’ | Marcatori |  |

| Arbitro: | Rocchi (Firenze) |

|                 |           |  |
| J. Baptista 50’ | Marcatori |  |

| Arbitro: | Mazzoleni (Bergamo) |

|          |           |            |
| Dabo 80’ | Marcatori | 69’ Milito |

| Arbitro: | Bergonzi (Genova) |

|                         |           |  |
| Valdes 54’ Floccari 68’ | Marcatori |  |

| Arbitro: | Orsato (schio) |

|  |           |                                                |
|  | Marcatori | 2’ Samuel 45+3’ (aut.) Diakité 55’ Ibrahimović |

| Arbitro: | Rosetti (Torino) |

|                                    |           |                                       |
| Di Natale 9’, 55’ Quagliarella 15’ | Marcatori | 60’ Zárate 72’ Diakité 83’ C. Ledesma |

| Arbitro: | Gava (Conegliano) |

|            |           |  |
| Rocchi 66’ | Marcatori |  |

| Arbitro: | Bergonzi (Genova) |

|                             |           |                      |
| Corradi 4’ (rig.) Cozza 63’ | Marcatori | 14’, 22’, 76’ Pandev |

| Arbitro: | Morganti (Ascoli Piceno) |

|                |           |              |
| C. Ledesma 25’ | Marcatori | 30’ Mellberg |

#### Girone di ritorno
| Arbitro: | Romeo (Verona) |

|           |           |                                              |
| Rocchi 3’ | Marcatori | 5’, 9’ Jeda 21’ (rig.) Acquafresca 41’ Matri |

| Arbitro: | Ayroldi (Molfetta) |

|                                                |           |            |
| G. Delvecchio 13’ Cassano 51’ Stankevicius 55’ | Marcatori | 30’ Rocchi |

| Arbitro: | Rizzoli (Bologna) |

|  |           |                                 |
|  | Marcatori | 42’ Pato 47’ Ambrosini 83’ Kaká |

| Arbitro: | De Marco (Chiavari) |

|               |           |  |
| Gilardino 89’ | Marcatori |  |

| Arbitro: | Saccani (Mantova) |

|              |           |           |
| Siviglia 75’ | Marcatori | 36’ Abate |

| Arbitro: | Gervasoni (Mantova) |

|  |           |                        |
|  | Marcatori | 10’ Foggia 50’ Kolarov |

| Arbitro: | C. Russo (Nola) |

|                 |           |  |
| Zárate 35’, 81’ | Marcatori |  |

| Arbitro: | Saccani (Mantova) |

|  |           |                 |
|  | Marcatori | 57’, 65’ Rocchi |

| Arbitro: | Girardi (San Donà Di Piave) |

|  |           |                                 |
|  | Marcatori | 27’ Bogdani 29’, 87’ Pellissier |

| Arbitro: | Brighi (Cesena) |

|              |           |  |
| Paolucci 24’ | Marcatori |  |

| Arbitro: | Celi (Campobasso) |

|                          |           |  |
| Calaiò 25’ Maccarone 85’ | Marcatori |  |

| Arbitro: | Morganti (Ascoli Piceno) |

|                                                  |           |                        |
| Pandev 2’ Zárate 4’ Lichtsteiner 57’ Kolarov 85’ | Marcatori | 10’ Mexès 80’ De Rossi |

| Arbitro: | Saccani (Mantova) |

|  |           |            |
|  | Marcatori | 65’ Zárate |

| Arbitro: | Romeo (Verona) |

|  |           |               |
|  | Marcatori | 24’ Talamonti |

| Arbitro: | Tagliavento (Terni) |

|                             |           |  |
| Ibrahimović 58’ Muntari 70’ | Marcatori |  |

| Arbitro: | N. Stefanini (Prato) |

|            |           |                                                         |
| Rocchi 56’ | Marcatori | 60’ Floro Flores 69’ D'Agostino 86’ (rig.) Quagliarella |

| Arbitro: | C. Russo (Nola) |

|                                  |           |  |
| Miccoli 6’ (rig.) Migliaccio 87’ | Marcatori |  |

| Arbitro: | Gervasoni (Mantova) |

|            |           |  |
| Zárate 26’ | Marcatori |  |

| Arbitro: | Peruzzo (Schio) |

|                  |           |  |
| Iaquinta 3’, 59’ | Marcatori |  |

### Coppa Italia

#### Turni Eliminatori
| Arbitro: | Trefoloni (Siena) |

|                                                                   |           |           |
| Cattaneo 9’ (aut.) Meghni 23’ C. Manfredini 55’ Pandev 58’, 90+1’ | Marcatori | 49’ Bueno |

| Arbitro: | Trefoloni (Siena) |

|                           |           |  |
| C. Ledesma 17’ Pandev 84’ | Marcatori |  |

#### Fase Finale
| Arbitro: | Ayroldi (Molfetta) |

|              |           |                              |
| Ševčenko 77’ | Marcatori | 87’ (rig.) Zárate 92’ Pandev |

| Arbitro: | Gervasoni (Mantova) |

|                                   |           |            |
| Pandev 48’ Mauri 55’ Rocchi 90+1’ | Marcatori | 28’ Natali |

| Arbitro: | Tagliavento (Terni) |

|                       |           |                |
| Pandev 65’ Rocchi 78’ | Marcatori | 34’ Marchionni |

| Arbitro: | Rizzoli (Bologna) |

|               |           |                        |
| Del Piero 64’ | Marcatori | 38’ Zárate 52’ Kolarov |

| Arbitro: | Rosetti (Torino) |

|                                                          |                      |                                                                   |
| Zárate 4’                                                | Marcatori            | 30’ Pazzini                                                       |
| Ledesma Rocchi Rozehnal Kolarov Zárate Lichtsteiner Dabo | Tiri di rigore 6 – 5 | Cassano Palombo Pazzini Gastaldello Accardi Delvecchio Campagnaro |

## Statistiche
Statistiche aggiornate al 31 maggio 2009.

### Statistiche di squadra
| Competizione | Punti | In casa | In casa | In casa | In casa | In casa | In casa | In trasferta | In trasferta | In trasferta | In trasferta | In trasferta | In trasferta | Totale | Totale | Totale | Totale | Totale | Totale | DR  |
| Competizione | Punti | G       | V       | N       | P       | Gf      | Gs      | G            | V            | N            | P            | Gf           | Gs           | G      | V      | N      | P      | Gf     | Gs     | DR  |
| ------------ | ----- | ------- | ------- | ------- | ------- | ------- | ------- | ------------ | ------------ | ------------ | ------------ | ------------ | ------------ | ------ | ------ | ------ | ------ | ------ | ------ | --- |
| Serie A      | 50    | 19      | 8       | 4       | 7       | 23      | 24      | 19           | 7            | 1            | 11           | 23           | 31           | 38     | 15     | 5      | 18     | 46     | 55     | -9  |
| Coppa Italia | -     | 5       | 4       | 1       | 0       | 13      | 4       | 2            | 2            | 0            | 0            | 4            | 2            | 7      | 6      | 1      | 0      | 17     | 6      | +11 |
| Totale       | -     | 24      | 12      | 5       | 7       | 36      | 28      | 21           | 9            | 1            | 11           | 27           | 33           | 45     | 21     | 6      | 18     | 63     | 61     | +2  |

### Andamento in campionato
| Giornata  | 1 | 2 | 3 | 4 | 5 | 6 | 7 | 8 | 9 | 10 | 11 | 12 | 13 | 14 | 15 | 16 | 17 | 18 | 19 | 20 | 21 | 22 | 23 | 24 | 25 | 26 | 27 | 28 | 29 | 30 | 31 | 32 | 33 | 34 | 35 | 36 | 37 | 38 |
| --------- | - | - | - | - | - | - | - | - | - | -- | -- | -- | -- | -- | -- | -- | -- | -- | -- | -- | -- | -- | -- | -- | -- | -- | -- | -- | -- | -- | -- | -- | -- | -- | -- | -- | -- | -- |
| Luogo     | T | C | T | C | T | C | T | C | T | C  | C  | T  | C  | T  | C  | T  | C  | T  | C  | C  | T  | C  | T  | C  | T  | C  | T  | C  | T  | T  | C  | T  | C  | T  | C  | T  | C  | T  |
| Risultato | V | V | P | V | V | N | P | P | V | V  | V  | P  | N  | P  | P  | N  | V  | V  | N  | P  | P  | P  | P  | N  | V  | V  | V  | P  | P  | P  | V  | V  | P  | P  | P  | P  | V  | P  |
| Posizione | 1 | 1 | 3 | 2 | 1 | 1 | 5 | 7 | 6 | 5  | 4  | 5  | 5  | 5  | 7  | 8  | 7  | 7  | 7  | 9  | 9  | 10 | 11 | 11 | 10 | 7  | 7  | 8  | 9  | 9  | 9  | 9  | 9  | 10 | 10 | 10 | 10 | 10 |

Fonte:  Transfermarkt – Classifiche, su transfermarkt.it, Transfermarkt.
Legenda:

Luogo: C = Casa; T = Trasferta. Risultato: V = Vittoria; N = Pareggio; P = Sconfitta.

### Statistiche dei giocatori
Nel conteggio delle reti realizzate si aggiunga una autorete a favore in campionato.
Sono in corsivo i calciatori che hanno lasciato la società a stagione in corso.
| Giocatore       | Serie A  | Serie A | Serie A     | Serie A    | Coppa Italia | Coppa Italia | Coppa Italia | Coppa Italia | Totale   | Totale | Totale      | Totale     |
| Giocatore       | Presenze | Reti    | Ammonizioni | Espulsioni | Presenze     | Reti         | Ammonizioni  | Espulsioni   | Presenze | Reti   | Ammonizioni | Espulsioni |
| --------------- | -------- | ------- | ----------- | ---------- | ------------ | ------------ | ------------ | ------------ | -------- | ------ | ----------- | ---------- |
| M. Belleri      | 1        | 0       | 0           | 0          | -            | -            | -            | -            | 1        | 0      | 0           | 0          |
| T. Berni        | -        | -       | -           | -          | -            | -            | -            | -            | -        | -      | -           | -          |
| C. Brocchi      | 31       | 0       | 8           | 1          | 4            | 0            | 0            | 0            | 35       | 0      | 8           | 1          |
| J.P. Carrizo    | 23       | -33     | 2           | 0          | 1            | -1           | 0            | 0            | 24       | -34    | 2           | 0          |
| A. Cinelli      | -        | -       | -           | -          | -            | -            | -            | -            | -        | -      | -           | -          |
| E.S. Cribari    | 17       | 0       | 2           | 0          | 3            | 0            | 0            | 0            | 20       | 0      | 2           | 0          |
| O. Dabo         | 21       | 1       | 5           | 0          | 5            | 0            | 0            | 0            | 26       | 1      | 5           | 0          |
| L. De Silvestri | 21       | 0       | 2           | 1          | 7            | 0            | 0            | 0            | 28       | 0      | 2           | 1          |
| V. Degré        | -        | -       | -           | -          | -            | -            | -            | -            | -        | -      | -           | -          |
| S. Del Nero     | 6        | 0       | 1           | 0          | 1            | 0            | 0            | 0            | 7        | 0      | 1           | 0          |
| M. Diakité      | 9        | 1       | 2           | 0          | 2            | 0            | 1            | 0            | 11       | 1      | 3           | 0          |
| D. Faraoni      | -        | -       | -           | -          | -            | -            | -            | -            | -        | -      | -           | -          |
| F. Firmani      | -        | -       | -           | -          | -            | -            | -            | -            | -        | -      | -           | -          |
| P. Foggia       | 33       | 3       | 5           | 0          | 7            | 0            | 2            | 0            | 40       | 3      | 7           | 0          |
| S. Inzaghi      | 9        | 1       | 1           | 0          | 1            | 0            | 0            | 0            | 10       | 1      | 1           | 0          |
| A. Kolarov      | 25       | 2       | 3           | 1          | 6            | 1            | 1            | 0            | 31       | 3      | 4           | 1          |
| L. Kozák        | 3        | 0       | 0           | 0          | -            | -            | -            | -            | 3        | 0      | 0           | 0          |
| C.D. Ledesma    | 34       | 2       | 6           | 1          | 7            | 1            | 0            | 0            | 41       | 3      | 6           | 1          |
| S. Lichtsteiner | 33       | 1       | 7           | 0          | 6            | 0            | 0            | 0            | 39       | 1      | 7           | 0          |
| S. Makinwa      | 4        | 0       | 0           | 0          | 2            | 0            | 0            | 0            | 6        | 0      | 0           | 0          |
| C. Manfredini   | 8        | 0       | 0           | 0          | 3            | 1            | 0            | 0            | 11       | 1      | 0           | 0          |
| Matuzalém       | 14       | 0       | 3           | 1          | 3            | 0            | 2            | 0            | 17       | 0      | 5           | 1          |
| S. Mauri        | 26       | 1       | 4           | 0          | 5            | 2            | 0            | 0            | 31       | 3      | 4           | 0          |
| M. Meghni       | 22       | 0       | 3           | 0          | 3            | 1            | 1            | 0            | 25       | 1      | 4           | 0          |
| E. Mendicino    | 4        | 0       | 0           | 0          | -            | -            | -            | -            | 4        | 0      | 0           | 0          |
| F. Muslera      | 15       | -22     | 1           | 0          | 6            | -5           | 0            | 0            | 21       | -27    | 1           | 0          |
| M. Mutarelli    | -        | -       | -           | -          | -            | -            | -            | -            | -        | -      | -           | -          |
| G. Pandev       | 31       | 9       | 8           | 0          | 6            | 6            | 0            | 0            | 37       | 15     | 8           | 0          |
| S. Radu         | 19       | 0       | 8           | 0          | -            | -            | -            | -            | 19       | 0      | 8           | 0          |
| T. Rocchi       | 27       | 9       | 0           | 0          | 5            | 2            | 1            | 0            | 32       | 11     | 1           | 0          |
| D. Rozehnal     | 28       | 0       | 2           | 0          | 5            | 0            | 1            | 0            | 33       | 0      | 3           | 0          |
| S. Siviglia     | 27       | 2       | 8           | 0          | 5            | 0            | 2            | 0            | 32       | 2      | 10          | 0          |
| A. Tuia         | 1        | 0       | 0           | 0          | -            | -            | -            | -            | 1        | 0      | 0           | 0          |
| M. Zárate       | 36       | 13      | 7           | 0          | 5            | 3            | 2            | 0            | 41       | 16     | 9           | 0          |